# PPSSPP
PPSSPP è un emulatore in grado di eseguire software per PlayStation Portable sui sistemi operativi Windows, macOS, Linux, Android e iOS. La prima release pubblica risale al 1 novembre 2012, sotto licenza GNU GPLv2. Il progetto PPSSPP è stato creato da Henrik Rydgård, uno dei co-fondatori dell'emulatore Dolphin.

## Sviluppo e caratteristiche
PPSSPP supporta i save states, la ricompilazione dinamica (JIT) e ha rudimentale supporto alle reti wireless ad hoc. Per decodificare i dati multimediali della PSP, PPSSPP usa le librerie FFmpeg, implementato per decodificare il codec audio proprietario di Sony ATRAC3plus utilizzato da PSP. PPSSPP offre una qualità grafica superiore alla PSP stessa, permettendo risoluzioni più alte, antialiasing, scalabilità delle immagini, supporto per shader, filtro lineare e anisotropico.
Il porting di PPSSPP sui dispositivi mobili offre caratteristiche aggiuntive per ogni piattaforma, ad esempio la "immersive mode" su Android, supporto dei pulsanti multimediali su Symbian ed il supporto per gli schermi quadrati su BlackBerry 10. Tutti i porting di PPSSPP per dispositivi mobili supportano l'uso dell'accelerometro, e di tastiera e gamepad come dispositivi di input.

## Portabilità
Fin dalla sua progettazione, PPSSPP è stato pensato e progettato per essere supportato su più architetture e sistemi operativi. Supportato inizialmente solo da Microsoft Windows e Android, gradualmente il supporto si è esteso a Blackberry 10, Symbian, macOS, Linux più tardi ad iOS. Il codice sorgente supporta inoltre, non ufficialmente, una ampia varietà di sistemi operativi e piattaforme, tra cui Raspberry Pi, Loongson, Maemo, MeeGo Harmattan e Pandora. Esisteva anche un porting per la console Xbox 360, il cui progetto è stato però abbandonato anche se il codice sorgente di questo porting è tuttavia ancora disponibile.
Per semplificare lo sviluppo multipiattaforma, le librerie SDL e Qt possono essere utilizzate in aggiunta a quelle non portabili di Blackberry e Android, nonché all'interfaccia Win32. L'interfaccia Qt fu necessaria per aggiungere il supporto alla piattaforma Symbian, essa inoltre può supportare tutte le piattaforme ufficialmente supportate ed è consigliata come alternativa qualora non esistessero interfacce native.

## Compatibilità
Più di 1 000 titoli sono giocabili, altri 69 caricano solo alcuni frame in gioco, 3 titoli possono essere avviati solo fino ai menù e sequenze principali e 9 titoli mostrano solo una schermata nera.